# Grönländische Badmintonmeisterschaft 2013
Die Grönländische Badmintonmeisterschaft 2013 fand vom 28. bis zum 30. März 2013 in Ilulissat statt.

## Sieger und Platzierte
| Disziplin    | Gold                           | Silber                               | Bronze                                     |
| ------------ | ------------------------------ | ------------------------------------ | ------------------------------------------ |
| Herreneinzel | Bror Madsen                    | Ukatu Kristensen                     | Jens Frederik Nielsen                      |
| Dameneinzel  | Mille Kongstad                 | Sara L. Jacobsen                     | Rina Lorentzen                             |
| Herrendoppel | Bror Madsen Taatsi Pedersen    | Frederik Elsner Mininnguaq Kleist    | Jens Frederik Nielsen Sequssuna F. Schmidt |
| Damendoppel  | Aviaaja Geisler Mille Kongstad | Sara L. Jacobsen Rina Lorentzen      | Juliane Brønlund Ivalo Olsen               |
| Mixed        | Bror Madsen Juliane Brønlund   | Jens Frederik Nielsen Rina Lorentzen | Ib Falck Petersen Kamilla Bjørnskov        |